# Orhan Pamuk
Ferit Orhan Pamuk (Törökország, Isztambul, 1952. június 7. –) Nobel-díjas író, a török posztmodern irodalom vezető alakja; műveit több mint negyven nyelvre fordították le. Több török és nemzetközi irodalmi díjat kapott.

## Életrajz
Orhan Pamuk jómódú család gyermeke; édesapja volt az IBM törökországi képviseletének első vezérigazgatója. Középfokú tanulmányait a Robert College amerikai középiskolában végezte Isztambulban. Később az Isztambuli Műszaki Egyetem építészet szakára járt, mert családja azt szerette volna, ha építész vagy mérnök lesz belőle. Három év után abbahagyta ez irányú tanulmányait, hogy főállású író lehessen. Pamuk újságírás szakon végzett az Isztambuli Egyetemen 1977-ben. 1985 és 1988 között a New York-i Kolumbia Egyetem és egy rövid ideig az Iowai Egyetem vendégelőadója volt, majd visszatért Isztambulba.
Bátyja, Şevket Pamuk, többször megjelenik műveiben; a testvér az isztambuli Boğaziçi Egyetem nemzetközileg is elismert történelemprofesszora.
Az író 1982-ben vette feleségül Aylin Turegent, 2001-ben azonban elváltak. Egy lányuk született, Rüya (nevének jelentése „álom”). Pamuk jelenleg Isztambulban él.
2006-ban irodalmi Nobel-díjat kapott.
2005-ben különböző török szervezetek ügyvédei perbe fogták az írót, miután Pamuk az egyik svájci újságnak nyilatkozott az 1915-1917-es örmény holokauszttal kapcsolatban. A vádakat 2006. január 22-én ejtették. Az író kijelentette, hogy célja az volt, hogy felhívja a figyelmet a szólásszabadságra. 
Orhan Pamuk volt a 2017-es könyvfesztivál díszvendége.

## Munkái

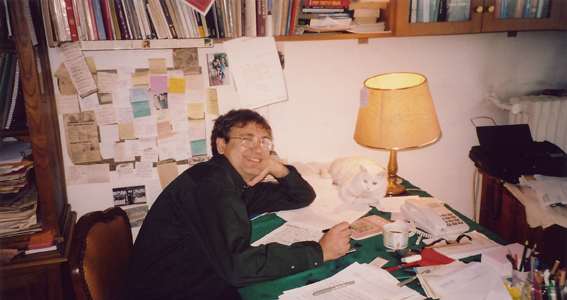
Orhan Pamuk írás közben

Orhan Pamuk 1974-ben kezdett rendszeresen írni. Első regénye, a Karanlık ve Işık (Sötétség és fény), az 1979-es Milliyet Sajtóverseny – Regény kategóriájában megosztott első helyet kapott (a másik díjazott Mehmet Eroğlu volt). Cevdet Bey ve Oğulları (Dzsevdet bej és fiai) című könyve 1983-ban elnyerte az Orhan Kemal Díjat. A történet egy gazdag isztambuli család három generációjának történetét meséli el, akik Nişantaşıban élnek, abban a kerületben, ahol Pamuk is felnőtt.
Pamuk több elismerést is kapott kritikusok részéről; többek között 1984-ben a Madarali-díjat Sessiz Ev (A csendes ház) című regényéért, melynek francia fordítása elnyerte a Prix de la Découverte Européenne elismerést 1991-ben. Beyaz Kale (A fehér kastély) című történelmi regénye, mely 1985-ben jelent meg törökül, elnyerte a Független Díj Külföldi Prózának (Independent Award for Foreign Fiction) elismerést 1990-ben, elősegítve Pamuk népszerűségének növekedését külföldön. A New York Times kritikusa szerint "Új csillag született keleten – Orhan Pamuk". A korábban naturalista író elkezdett kísérletezni különböző posztmodern technikákkal.
A kritikusok elismerései ellenére Pamuk művei csak jóval később kerültek fel a népszerű könyvek listájára Törökországban. 1990-ben Kara Kitap (Fekete könyv) című műve az egyik legnépszerűbb és legellentmondásosabb olvasmány lett a török irodalom történetében. 1992-ben Pamuk írta a Gizli Yüz (A titkos arc) című film forgatókönyvét, amely a Fekete könyvön alapszik. Pamuk negyedik regénye, a Yeni Hayat (Az új élet) hatalmas szenzációt keltett Törökországban 1995-ös megjelenésekor, és az ország történetének leggyorsabban fogyó regénye lett. Időközben az író nem csak regényei, de nézetei révén is a figyelem középpontjába került. Pamukot többen is kritizálták esszéi miatt, melyekben a kurdok helyzetét ábrázolta, és kifogásolta a török kormány kurdokkal szembeni politikáját. Ebben a szellemben jelentette meg 1999-ben Öteki Renkler (A többi szín) című könyvét.
Az A nevem: Piros című regény 2000-es megjelenésével Pamuk nemzetközi sikerei tovább folytatódtak. A regény a misztikum, románc és filozófiai elmélkedések egyvelege és cselekménye a 16. századi Isztambulban játszódik, III. Murád oszmán szultán idejében, 1591 telén, bemutatva a kelet és nyugat közötti különbségeket és feszültséget. A regényt 24 nyelvre fordították le, és elnyerte az International IMPAC Dublin Literary Awardot 2003-ban.
Pamuk következő regénye, a Hó 2002-ben jelent meg, és a modern Törökországban meghúzódó feszültséget mutatja be az iszlámista és az elnyugatiasodott modern Törökország között. A The New York Times a 2004-es év tíz legjobb könyve közé sorolta. 2005-ben jelent meg az író emlékirata, az Isztambul. Ugyanebben az évben Pamuk elnyerte a 25 000 euróval járó A Német Könyvpiac Békedíját irodalmi munkásságáért, melyben „Európa és az iszlám Törökország egymásra talál”.
Pamuk könyveiben rendszerint az identitászavar kerül előtérbe, melyet Törökország különös helyzete okoz (félúton Európa és az iszlám világ között). A könyveiben megjelenő konfliktusok gyakran felkavaróak, a cselekmény összetett, a karakterek pedig jól kidolgozottak. Témái között szerepelnek a Kelet és Nyugat közötti különbségek, az ebből adódó feszültség, valamint a tradíció és a modern világ szembenállása.

## Törökül megjelent művei
- Cevdet Bey ve Oğulları (Dzsevdet bej és fiai), regény. Isztambul: Can Yayınları, 1982
- Sessiz Ev (A csendes ház), regény. Isztambul: Can Yayınları, 1983
- Beyaz Kale (A fehér kastély), regény. Isztambul: Can Yayınları, 1985
- Kara Kitap (Fekete könyv), regény. Isztambul: Can Yayınları, 1990
- Gizli Yüz (A titkos arc), forgatókönyv, Isztambul: Can Yayınları, 1992[6]
- Yeni Hayat (Az új élet), Isztambul: İletişim Yayınları, 1994
- Benim Adım Kırmızı (A nevem: Piros), regény. Isztambul: İletişim Yayınları, 1998
- Öteki Renkler (A többi szín), esszék. Isztambul: İletişim Yayınları, 1999
- Kar (Hó), regény. Isztambul: İletişim Yayinlari, 2002
- İstanbul: Hatıralar ve Şehir (Isztambul: Emlékek és a város), memoár. Isztambul: Yapı Kredi Yayınları, 2003
- Babamın Bavulu (Apám bőröndje), memoár. Isztambul: İletişim Yayınları, 2007
- Masumiyet Müzesi (Az ártatlanság múzeuma), regény, Isztambul: İletişim Yayınları, 2008
- Manzaradan Parçalar: Hayat, Sokaklar, Edebiyat (A táj részei: élet, utca, levelek), regény, 2010
- Saf ve Düşünceli Romancı (A naiv és szentimentális regényíró), regény, 2012
- Ben Bir Ağacım (Egy fa vagyok), regény, 2013
- Kafamda Bir Tuhaflık (Furcsaság a fejemben), regény, 2014
- Kırmızı Saçlı Kadın (A piros hajú nő), regény, 2016

## Magyarul megjelent művei
- A fehér kastély (Beyaz Kale), regény; ford. Komáromy Rudolf; Ulpius-ház, Budapest, 2000, ISBN 963-9348-00-7
- Az új élet (Yeni Hayat), regény; ford. Takács M. József; Ulpius-ház, Budapest, 2003 (Ulpius klasszikusok) ISBN 963-9475-09-2
- Hó I–II. (Kar), regény; ford. Ladányi Katalin; Ulpius-ház, Budapest, 2005, ISBN 963-7253-86-6
- A fehér vár (Beyaz Kale), regény; új fordítás; ford. Csirkés Ferenc; Ulpius-ház, Budapest, 2006, ISBN 963-7253-16-5
- A nevem: Piros (Benim Adım Kırmızı), regény; ford. Tasnádi Edit; Ulpius-ház, Budapest, 2007, ISBN 978-963-254-045-0
- Isztambul (İstanbul: Hatıralar ve Şehir), memoár; ford. Nemes Krisztián; Ulpius-ház, Budapest, 2007, ISBN 978-963-254-044-3
- Fekete könyv (Kara Kitap), regény; ford. Tasnádi Edit; Ulpius-ház, Budapest, 2008, ISBN 978-963-254-208-9[7]
- Az ártatlanság múzeuma (Masumiyet Müzesi), regény; ford. Tasnádi Edit; Ulpius-ház, Budapest, 2010, ISBN 978-963-254-224-9
- Furcsaság a fejemben (Kafamda Bir Tuhaflık), regény; ford: Tasnádi Edit; Helikon Kiadó, Budapest, 2016, ISBN 978-963-227-690-8
- A piros hajú nő (Kırmızı Saçlı Kadın), regény; ford: Tasnádi Edit; Helikon Kiadó, Budapest, 2016, ISBN 978-963-227-808-7
- Az ártatlanság múzeuma (Masumiyet Müzesi), regény; ford. Tasnádi Edit; Helikon Kiadó, Budapest, 2017, ISBN 978-963-227-692-2
- Cevdet Bey és fiai (Cevdet Bey ve Oğulları), regény; ford. Nemes Krisztián; Helikon Kiadó, Budapest, 2017, ISBN 978-963-227-691-5[8]
- A nevem Piros; ford. Tasnádi Edit; Helikon, Bp., 2017
- Hó; ford. Nemes Krisztián; Helikon, Bp., 2018
- Isztambul. A város és az emlékek; ford. Nemes Krisztián; Helikon, Bp., 2018

## Díjak
- 1979 Milliyet Sajtóverseny Díj: Regény: (Törökország): Sötétség és fény
- 1983 Orhan Kemal Díj (Törökország): Dzsevdet bej és fiai
- 1984 Madarali Díj (Törökország): A csendes ház
- 1990 Independent Foreign Fiction Prize (Egyesült Királyság): A fehér vár
- 1991 Prix de la Découverte Européenne (Franciaország): A csendes ház
- 2002 Prix du Meilleur Livre Etranger (Franciaország): A nevem: Piros
- 2002 Premio Grinzane Cavour (Olaszország): A nevem: Piros
- 2003 International IMPAC Dublin Literary Award (Írország): A nevem: Piros
- 2005 Peace Prize of the German Book Trade (Németország)
- 2005 Prix Medicis Etranger (Franciaország): Hó
- 2006 Nobel-díj